# Kunduz (stad)

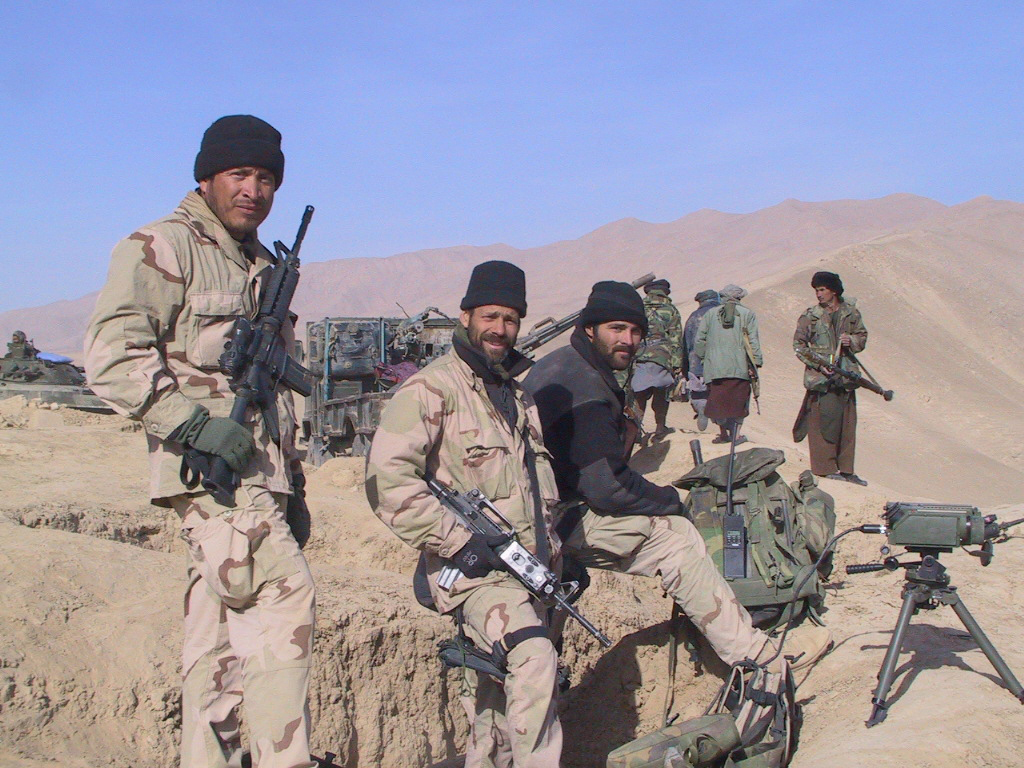
Amerikaanse troepen in Kunduz

Kunduz, uitgesproken en ook wel geschreven als Koendoez, Perzisch: کون‌گوز, in transliteratie Kundûz, Qonduz, Qondûz, Konduz, Kondûz, Kondoz of Qhunduz, is een stad in het noordoosten van Afghanistan. Het is de hoofdstad van de provincie Kunduz. Het ligt niet ver ten zuiden van de grens met Tadzjikistan.
De bevolking bestaat uit Tadzjieken en Oezbeken, met minderheden van Aimaken, Pathanen en Hazara's. In de stad wordt onder andere zijde en textiel gemaakt.

## Taliban
Als reactie op de aanslagen op het world trade center in New York in 2001 viel een coalitie van westerse landen het Taliban regime aan. Het regime werd ervan beschuldigd onderdak te bieden aan Al Qaida dat de aanslagen had opgeëist en had geweigerd de leiders van Al Qaida uit te leveren. De Taliban werden uit de steden in Afghanistan verdreven en gebieden en steden kwamen onder het bestuur van landen van de NAVO. Tot 2013 was de Duitse Bundeswehr verantwoordelijk voor de vrede in Kunduz. Daarna kwam Kunduz onder het bestuur van de regering van Afghanistan.
De taliban veroverde op 28 september 2015 de stad weer terug. De luchtmacht van Amerika hielp het Afghaanse regeringsleger de stad te heroveren. Bij een van deze aanvallen, gericht op een ziekenhuis, kwamen 14 medewerkers van Artsen zonder Grenzen om het leven. Op 8 augustus 2021 werd Kunduz, na de terugtrekking van het Amerikaanse leger, weer veroverd door de Taliban.